# ديون ماكولي
ديون ماكولي (بالإنجليزية: Deon McCauley)‏ (مواليد 20 سبتمبر 1987 في بليز) لاعب كرة قدم بليزي دولي يجيد اللعب في خط الهجوم . يلعب حاليا لصالح نادي ديبورتيفو سافيو الهندوراسي منذ 2010 .

## روابط خارجية
- ديون ماكولي على موقع الاتحاد الدولي (مؤرشف)  (الإنجليزية)
- ديون ماكولي على موقع قاعدة بيانات كرة القدم.إي يو (الإنجليزية)
- ديون ماكولي على موقع ناشيونال فوتبول تيمز (الإنجليزية)
- ديون ماكولي على موقع Soccerway.com (الإنجليزية)